# تيم مينشن
تيموثي ديفيد «تيم» مينشن (بالإنجليزية: Timothy David "Tim" Minchin) هو ممثل هزلي وموسيقي وشاعر وكاتب أسترالي، يشتهر بالكوميديا الموسيقية. أصدر 6 أسطوانات وله عدد من العروض الكوميدية التي قام بأدائها في أستراليا وبريطانيا. نشأ في مدينة بيرث والتحق بجامعة غرب أستراليا وأكاديمية غرب أستراليا للفنون التعبيرية قبل أن ينتقل إلى مدينة ميلبورن في عام 2002. شارك في مهرجان ميل بورن الدولي للكوميديا، كما شارك في بعض الأدوار الصغيرة في التليفزيون الأسترالي.

## حياته الخاصة
ولد في مدينة نورثامبتون في المملكة المتحدة لوالدين أستراليين، وحصل على البكالوريوس في اللغة الإنجليزية والمسرح من جامعة غرب أستراليا عام 1995 ثم على شهادة الدبلوما المتقدمة في الموسيقى المعاصرة من أكاديمية غرب أستراليا للفنون التعبيرية عام 1998.
تيم متزوج من «سارة» ولديه ابنة «فيوليت» وابن «كاسبر» يعيشون معه في لندن، المدينة التي ذكرها في أحد عروضه الكوميدية ساخراّ بأنها المكان الذي يسعى فيه إلى النجومية والعالمية.

## مسيرته الفنية
رغم أن تيم تعلم العزف على البيانو منذ صغره إلا أنه بدأ أعماله الفنية بعد أن انتقل إلى ميل بورن عام 2002، حيث كان أن طور لنفسه أسلوباً مميزاً خلال الفترة التي قدم بها برنامجه الكوميدي في نادي ذي بترفلاي في جنوب مدينة ميل بورن. حصلت أغنيته الجانب المظلم (Dark Side) على إقبال ضخم بعد أن قام بتأديتها في مهرجان ميل بورن الدولي للكوميديا.

## أسلوبه الفني
يعتمد تيم بشكل رئيسي في أعماله الموسيقية على الكلمات وآلة البيانو. حيث يعتمد أسلوب كلمات أغانيه التي يكتبها بنفسه على الإيقاع الشعري والجمل القصيرة، ويستخدم كلمات من وحي الشارع وأخرى بذيئة في أغانيه. تعبر كثير من أعماله الموسيقية عن رفض المسلّمات الدينية أن تكون محدداً للأبداع. تعالج أغانيه بشكل ساخر قضايا الإنسان وعلاقته بالدين كما في "Ten Foot Cock And A Few Hundred Virgins" و"Skepticism and Feet"، بعيداً عن إطار الحب الذي يسخر منه كما في "If You Really Love Me" و"Inflatable You" و"You Grew On Me". كما يتطرق للفقر والمجاعة "The Guilt Song" والبيئة "Canvas Bags" وحتى السمنة "Fat Children". عبّر ساخراً في أحد أغانيه عن حل لقضية الصراع الفلسطيني الإسرائيلي ب "Peace Anthem For Palestine" وسخر من نفسه في أغنية "Rock N Roll Nerd" كموسيقي يحب الروك. 

يستخدم تيم ماكياج الوجه خلال عروضه على المسرح معللاً أن ذلك يساعد الجمهور في الربط بين الأغنية وتعابير وجهه. كما يقوم بأداء عروضه الموسيقية حافي القدمين، وهو ما قال عنه بتهكم بأنه يشعره بأنه في منزله لتجنب الرهبة أمام الجمهور. 

لتيم أيضاً قصائد موسيقية قام بإلقائها في قاعة الملكة إليزابيث بلندن وأشهرها عاصفة "Storm". كما أن له بعض عروض التساند أب كوميدي مثل «غاضب Angry».

## أفكاره التشكيكية
تيم ملحد، مادي وجدلي. في قصيدة "Storm" يتبنى حواراً تخيلياً بين المادي الجدلي الذي يشير به إلى نفسه ومضيفته على العشاء التي تدعى «عاصفة» التي تؤمن بالغيبيات وبعجز العلم عن تفسير أمر بسيط داخل كل إنسان وهو الروح. يلخص المادي نظرته بقوله «العلم يتطور بناء على ما هو ملاحظ. الايمان هو رفض الملاحظ حتى يبقى الاعتقاد راسخا».

## أعماله

### ألبومات
- Sit (with band Timmy the Dog) 2001
- Dark side (Tim Minchin album) 2005
- So Rock 2006
- Ready For This? 2009
- Live at the O2 2010
- Tim Minchin and The Heritage Orchestra 2011

### DVD
- 2007 So Live" Australian DVD"
- So F**king Rock Live 2008
- So F**king Rock Live#Re-Release|So F**king Rock Live (Special Edition) 2009)
- Ready For This?#DVD release|Ready For This? 2010
- Tim Minchin and the Heritage Orchestra 2011

### أفلام
- 2008 – Two Fists, One Heart – Tom[9]
- 2010 – The Lost Thing – The Boy (Voice)[10]

## وصلات خارجية
- تيم مينشن على موقع IMDb (الإنجليزية)
- تيم مينشن على موقع ألو سيني (الفرنسية)
- تيم مينشن على موقع ميوزك برينز (الإنجليزية)
- تيم مينشن على موقع أول موفي (الإنجليزية)
- تيم مينشن على موقع قاعدة بيانات برودواي على الإنترنت (الإنجليزية)
- تيم مينشن على موقع ديسكوغز (الإنجليزية)
- تيم مينشن على موقع قاعدة بيانات الفيلم (الإنجليزية)
- تيم مينشن على موقع كينوبويسك (الروسية)

الموقع الرسمي